# تربة كبيرة مامية

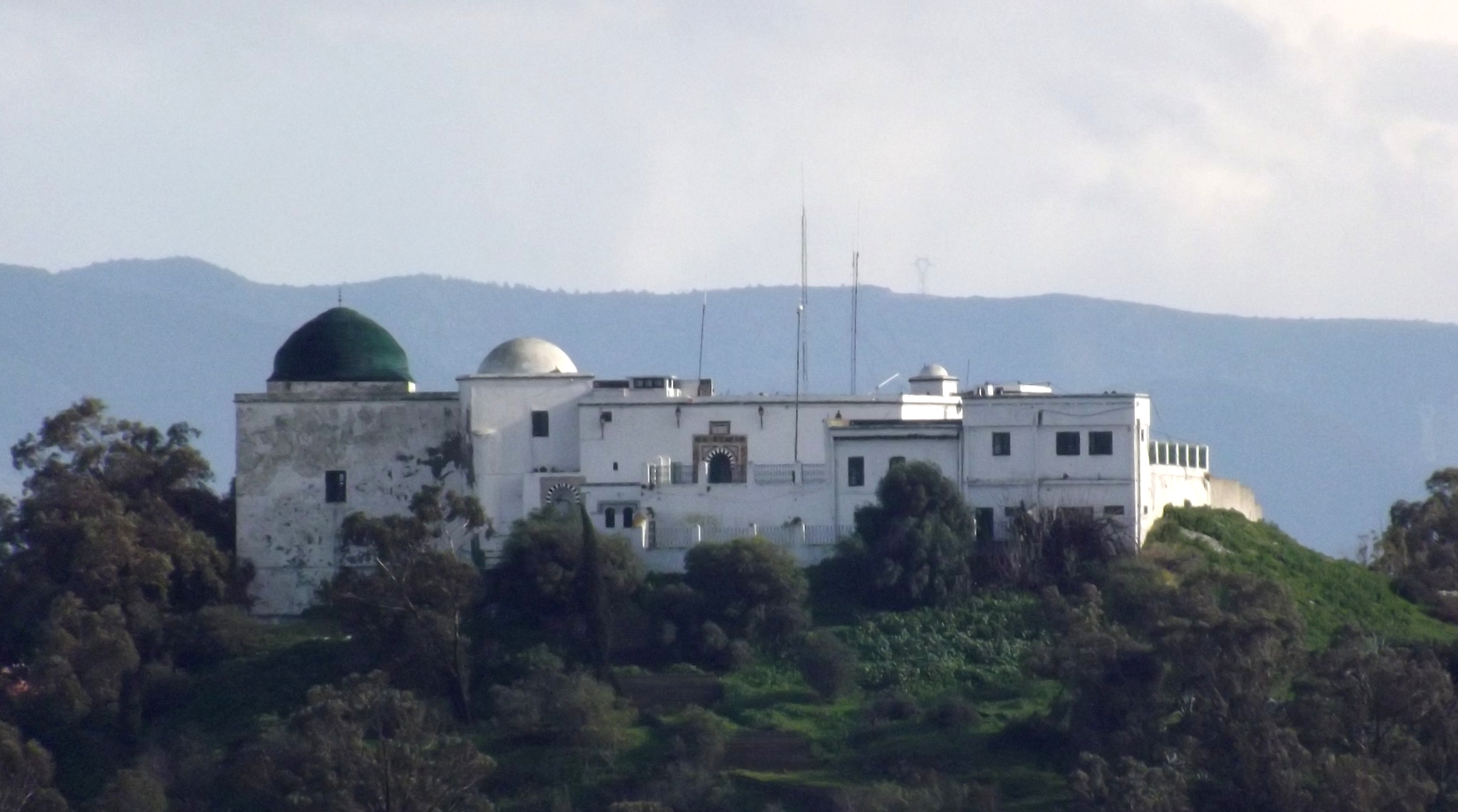
منظر تربة كبيرة ماميّة.

تربة كبيرة ماميّة هو ضريح تونسي يقع في مدينة تونس، على التل الذي يُطِل على مقبرة الجلاز، وهو ليس بعيدًا عن ضريح سيدي بلحسن الشدلي.

## التاريخ
شيد علي باشا الضريح في أربعينيات القرن الثامن عشر. كان يبتغيه في البداية أن يكون ضريحه، لكنه جعله لاحقًا خاصًّا بالنِّساء من عائلته بعد بناء ضريح الثاني (تربة الباشا) متعلق بالمدرسة الباشية.
سُمِّيَ الضريح على اسم زوجته المفضلة كبيرة ماميَّة.